# Exton (Devon)
Exton es una localidad situada en Devon, Inglaterra (Reino Unido). Según el censo de 2021, tiene una población de 1300 habitantes.
Está ubicada en el centro de la península del Suroeste, a orillas del río Clyst, que a esa altura fluye hacia el estuario del Río Exe.